# Projection de Mercator

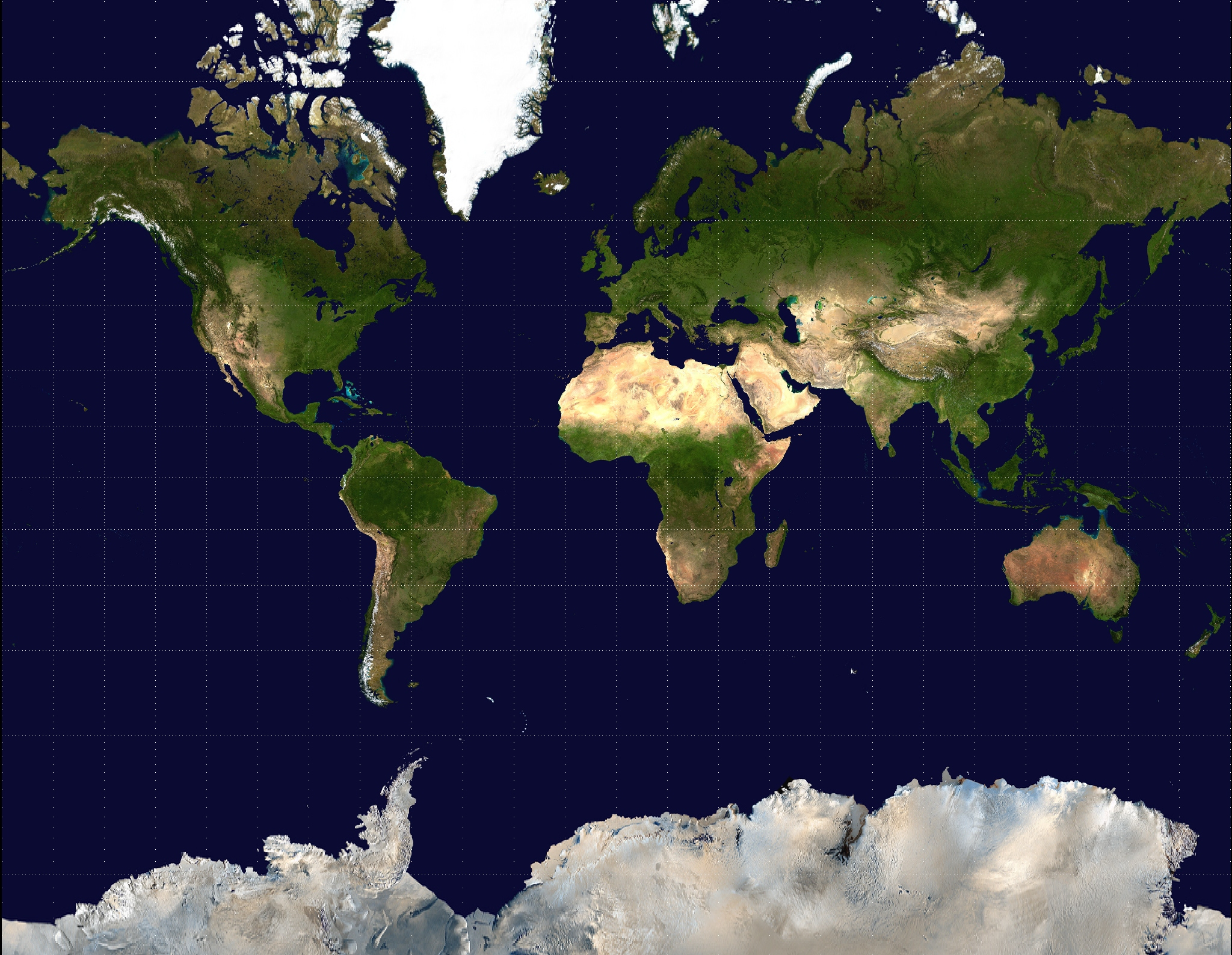
Planisphère du monde selon la projection de Mercator.

La projection de Mercator est une représentation plane de la Terre de type cylindrique (mais ce n'est pas une projection centrale).

La projection de Mercator ou projection Mercator est une projection cartographique de la Terre, dite « cylindrique », tangente à l'équateur du globe terrestre sur une carte plane formalisée par le géographe flamand Gerardus Mercator, en 1569. 
Elle s'est imposée comme le planisphère de référence dans le monde grâce à sa précision pour les voyages marins. Ce n'est pas, stricto sensu, une projection centrale : le point de latitude φ n'est pas envoyé, comme on pourrait s'y attendre, sur un point d'ordonnée proportionnelle à tan(φ) mais sur un point d'ordonnée proportionnelle à ln[tan(φ/2 + π/4)].
La projection de Mercator est une projection conforme, c’est-à-dire qu'elle conserve les angles. Elle a cependant pour effet des déformations sur les distances et les aires. En effet, une distorsion s’accroît au fur et à mesure de l'éloignement de l'équateur vers les pôles. Une carte de Mercator ne peut ainsi couvrir les pôles : ils s'étendraient sur toute la largeur. Cela a par exemple pour conséquence la vision d'une égalité de surface entre le Groenland et l'Afrique alors que cette dernière est 14 fois plus grande.

## Motivation et constructions
Le principe de représentation sur un canevas orthogonal avait été esquissé par Dicéarque, Strabon et utilisé par Marinos de Tyr. Il  était également connu des Chinois au Xe siècle. 

Route loxodromique à cap constant

Le souhait des navigateurs du XVIe siècle était de connaitre la route à suivre à cap constant pour se rendre d'un point du globe à l'autre. Ce système de navigation ne fait pas prendre le chemin le plus court (soit l'orthodromie) mais permet de naviguer à la boussole. Un compromis entre l'orthodromie (chemin le plus court) et la loxodromie (chemin à cap constant) est une trajectoire permettant de relier plusieurs  points d'une orthodromie par une loxodromie. Pour ce faire, une carte permettant de conserver les angles et permettant donc de tracer facilement des loxodromies était souhaitable. Il y avait bien depuis l'antiquité des projections de la sphère terrestre qui conservaient les angles : les projections stéréographiques, mais elles ne transformaient pas les méridiens en droites parallèles et rendaient donc difficile la construction d'une loxodromie. Les navigateurs souhaitaient donc une représentation cartographique de la sphère terrestre dans laquelle les méridiens seraient représentés par des droites parallèles équidistantes et les parallèles par des droites perpendiculaires aux méridiens (soit une projection cylindrique directe). Ils voulaient de plus que cette projection soit conforme, c'est-à-dire qu'elle conserve localement les angles.. 

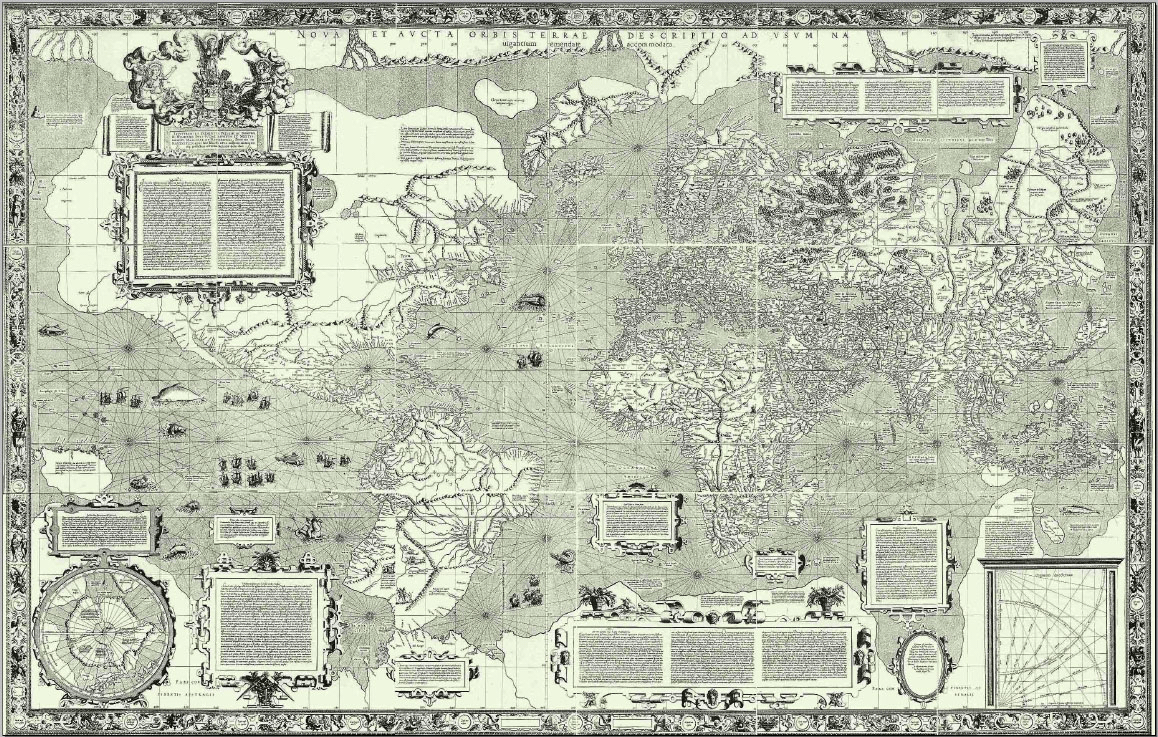
La projection de Mercator de 1569.

Mercator s'attèle à la tâche et fournit en 1569 une carte qui satisfait presque les deux exigences des navigateurs. On ne connait pas exactement son raisonnement mais on peut le reconstituer. Il n'utilise pas de cylindre tangent à la sphère et ne tente pas de faire une projection centrale, mais construit une carte quadrillée dans laquelle tous les méridiens sont parallèles et équidistants, et tous les parallèles perpendiculaires aux méridiens. À la latitude φ, il y a déformation du parallèle - en effet, sur la Terre, la longueur du parallèle à la latitude φ est plus petite d'un facteur cos(φ) que celle de l'équateur alors que sur la carte, par construction, tous les parallèles ont même longueur. Cette déformation en abscisse de 1/cos(φ) doit être reproduite en ordonnée, si l'on souhaite la conservation des angles. Cela conduit à l'égalité
{\displaystyle \mathrm {d} y={\frac {1}{\cos(\varphi )}}\mathrm {d} \varphi }
Cette équation différentielle a pour solution, lorsque les angles sont exprimés en radians:
{\displaystyle y=\ln \left(\tan \left({\frac {\varphi }{2}}+{\frac {\pi }{4}}\right)\right).}
Cependant au XVIe siècle, le calcul infinitésimal n'est pas encore né et la fonction logarithme népérien n'est pas encore étudiée. C'est donc par sommation discrète que Mercator établit la place des différents parallèles avec un pas de 5° : si le parallèle de latitude φi se place sur la carte à une distance yi de l'équateur, le parallèle de φi + 5 se place sur la carte à une distance yi + 5/cos(φi).
Sa carte, publiée en 1569, malgré ses imprécisions, rencontre un succès certain. Son modèle est ensuite amélioré par Edward Wright en 1599 dans son Certaine errors in navigation en prenant un pas plus fin de 1'.
Ce n'est qu'après l'invention des logarithmes que le lien est fait entre le calcul de Wright et les tables de logarithmes (Henry Bond vers 1645) et que la formule exacte est établie. Celle-ci est démontrée mathématiquement par James Gregory en 1668 et Edmund Halley en 1696.

## Propriétés

### Intérêt pour la navigation
La plupart des cartes marines utilisent la projection de Mercator. Cette projection conforme conserve les angles (ce qui permet de reporter directement sur la carte les angles mesurés au compas, et vice-versa) mais pas les distances (l'échelle de la carte variant avec la latitude) ni les surfaces (contrairement aux projections équivalentes). Toute ligne droite sur une carte de Mercator est une ligne d'azimut constant, c'est-à-dire une loxodromie. Cela la rend particulièrement utile aux marins, même si le trajet ainsi défini n'est généralement pas sur un grand cercle et n'est donc pas le chemin le plus court. Quand celui-ci s’impose en raison de la longueur du trajet (San Francisco - Yokohama par exemple) l’orthodromie peut être portée sur la carte de Mercator. On en déduit les caps à suivre.

### Déformations

La projection de Mercator avec les indicatrices de déformation de Tissot.

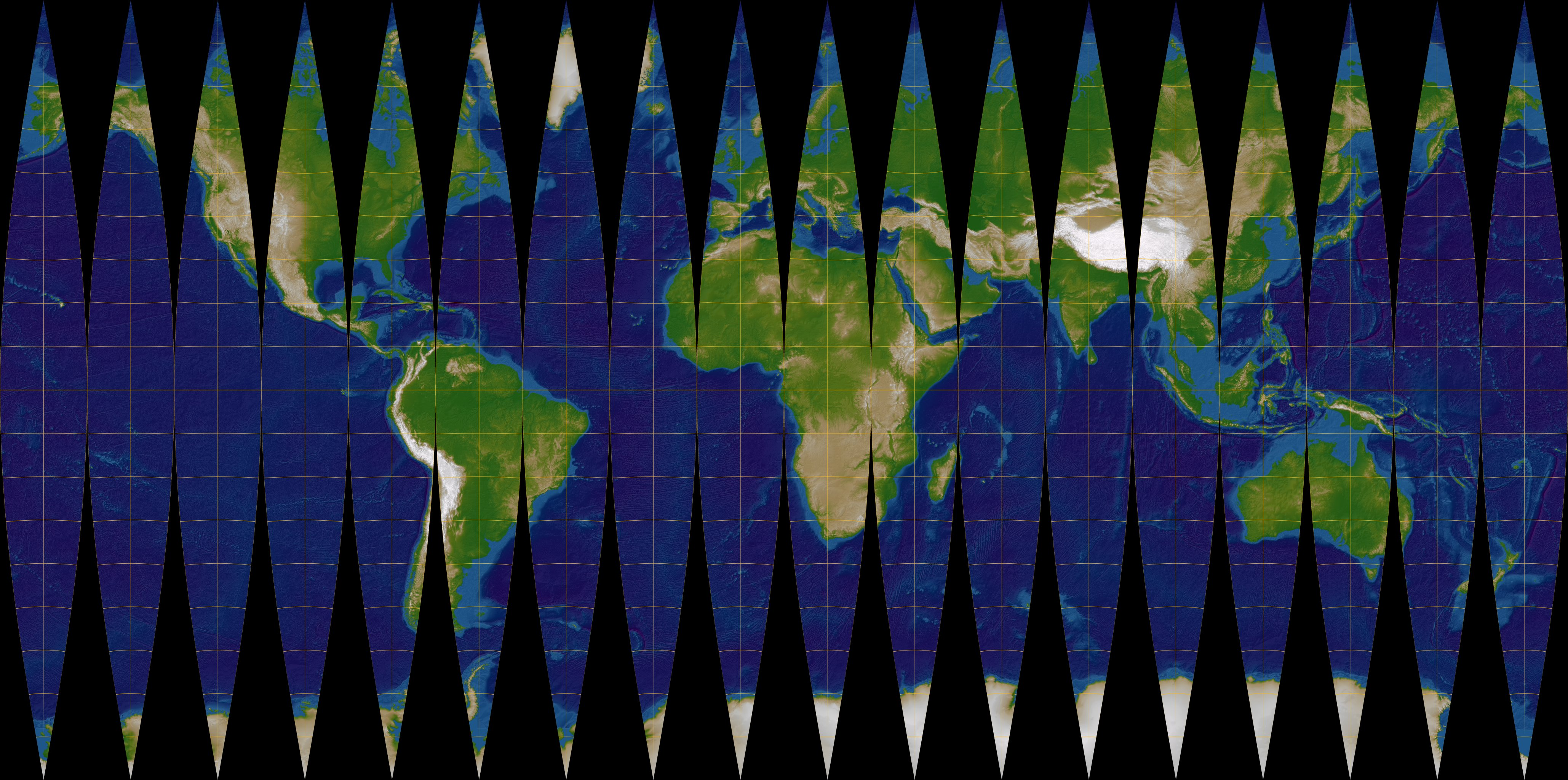
Projection transverse de Mercator du monde (bandes de 20°) centrée sur 0°E, 0°N.

Les cartes traditionnelles inspirées des travaux de Mercator destinées à la navigation ont pour principal défaut de donner une idée erronée des surfaces occupées par les différentes régions du monde, et donc des rapports entre les peuples. Ainsi :
- L’Amérique du Sud semble plus petite que le Groenland ; en réalité, elle est huit fois plus grande : 17,84 millions de kilomètres carrés contre 2,16 millions.
- L’Inde (3,3 millions de kilomètres carrés) semble de taille identique à la Scandinavie (878 258 kilomètres carrés).
- L’Europe (9,7 millions de kilomètres carrés) semble plus étendue que l’Amérique du Sud, pourtant près de deux fois plus grande (17,8 millions de kilomètres carrés).
- La Russie (17 millions de kilomètres carrés) semble beaucoup plus étendue que l'Afrique (30 millions de kilomètres carrés) alors que cette dernière est plus grande que l'Inde, la Chine, les États-Unis, l'Europe et le Japon réunis[10].
- L'Alaska apparaît aussi grand que le Brésil qui est pourtant 5 fois plus étendu.
- L'Antarctique apparaît comme le plus grand continent, alors qu'il n'est en réalité que le cinquième par sa superficie.
- L'Afrique apparaît de taille équivalente au Groenland alors qu'elle est de 14 à 15 fois plus étendue[10].

Si la projection de Mercator n’avait pas pour objectif initiale d'eurocentrer la représentation du Monde, la reprise de sa projection par Vidal de la Blache à la fin XIXème siècle à travers la collection de cartes murales scolaires influence les écoliers durant l’époque coloniale. Elle leur enseigne une vision eurocentrée et surdimensionnée de l'Europe. Les pays du nord trônant avec les pays du sud et les autres pays renvoyés à la périphérie de l’Europe.
Pour pallier ces déformations, Arno Peters proposa une projection cylindrique (comme celle de Mercator) équivalente, c'est-à-dire qui préserve les superficies relatives : la projection de Peters. Elle n'est en revanche plus conforme, c'est-à-dire qu'elle ne préserve pas les angles et donc la forme des continents. 
Une autre idée pour minimiser ces déformations est de remarquer qu'elles sont faibles au niveau de l'équateur. Une projection transverse de Mercator donnera des déformations faibles autour du méridien de référence. En découpant la sphère en plusieurs fuseaux et en opérant des projections transverses sur chaque fuseau, on minimise les déformations. 
La projection Equal Earth inspirée de la projection Robinson est soutenue par l’Union Africaine qui cherche à redonner une représentation plus juste des continents et notamment de l’Afrique, deuxième continent le plus grand de la Terre.

## Formules mathématiques
La projection de Mercator est une projection cartographique de type cylindrique directe c'est-à-dire que  les coordonnées x et y d'un point sur une carte de Mercator se déterminent  à partir de sa latitude φ et de sa longitude λ (avec λ0 au centre de la carte) par des équations de la forme
{\displaystyle {\begin{matrix}x&=&n(\lambda -\lambda _{0})\\y&=&f(\varphi )\end{matrix}}}

### Modélisation sphérique
Si la Terre est modélisée par une sphère, les équations sont:
{\displaystyle {\begin{matrix}x&=&n(\lambda -\lambda _{0})\\y&=&n\ln \left[\tan \left({\frac {\pi }{4}}+{\frac {\varphi }{2}}\right)\right]\end{matrix}}}
où les longitudes et latitudes sont exprimées en radians. Lorsque celles-ci sont exprimées en degrés, une conversion par multiplication par π/180 est nécessaire .
La fonction {\displaystyle f:\varphi \mapsto \ln \left[\tan \left({\frac {\pi }{4}}+{\frac {\varphi }{2}}\right)\right]}, connue sous le nom de fonction de Mercator ou fonction des latitudes croissantes, correspond à l'inverse de la fonction de Gudermann.

### Modélisation par un ellipsoïde
Si l'on tient compte du fait que la Terre est plutôt de forme ellipsoïde d'excentricité e, une correction doit être apportée et les équations sont alors:
{\displaystyle {\begin{matrix}x&=&n(\lambda -\lambda _{0})\\y&=&n\ln \left[\tan \left({\frac {\pi }{4}}+{\frac {\varphi }{2}}\right)\right]+n{\frac {e}{2}}\ln {\frac {1-e\sin \varphi }{1+e\sin \varphi }}\end{matrix}}}

### Mises en œuvre pratiques
Sur le planisphère terrestre 0101H, la carte est à l'échelle 1/40 000 000 et est centrée sur 65° ouest. L'échelle précise donc, en prenant pour circonférence de la terre  40 000 km, que 100 cm représentent 2π radians, la valeur de n est donc de 50/π, soit environ 15,9. La valeur de λ0 est 65°. Le parallèle de latitude 45° sera donc situé à 15,9×ln(tan(67,5°)) cm soit environ 139 mm de l'équateur. Une légère différence existe car il faudrait prendre en compte la correction du modèle elliptique.
Soit la carte illustrant cet article (ayant, en pixels, une hauteur h = 724 et une largeur w = 679). La carte est centrée sur le point de latitude et longitude 0. Le pixel (0,0) est en haut à gauche.
Pour obtenir la position du pixel horizontal représentant la longitude λ (en degrés), il suffit d'appliquer la formule donnée précédemment :
{\displaystyle x=w\times {\frac {\lambda +180}{360}}}.
Pour obtenir la position du pixel vertical de la latitude φ (en radians) :
{\displaystyle y={\frac {h}{2}}-{\frac {w}{2\pi }}\ln \left(\tan \left({\frac {\pi }{4}}+{\frac {\varphi }{2}}\right)\right)}